# أحمد برادة
أحمد برادة (25 أبريل 1977 -)، لاعب إسكواش مصري. حقق الكثير من الانتصارات العالمية في رياضة الإسكواش، وتفوق على الكثير من أبطال الإسكواش العالميين الذين يكبرونه سناً.
حقق أحمد برادة في نهاية عام 1997م المركز الخامس في تصنيف الاتحاد الدولي للإسكواش للاعبين على مستوى العالم، وذلك بعد فوزه على المصنف الأول على مستوى العالم جانشيرخان في بطولة هليوبوليس الدولية للإسكواش التي أقيمت في القاهرة بمصر .
تعرض لحادثة طعن عام 2000، أعتزل لعبة الأسكواش بعد الحادثة وأتجه للعمل بالمجال الفني كمغني، وشارك كبطل ثاني في فيلم حب البنات.

## روابط خارجية
- أحمد برادة على موقع SquashInfo.com (الإنجليزية)
- أحمد برادة على موقع الجمعية الدولية للألعاب العالمية (الإنجليزية)